# 奥拉赫塔尔
奥拉赫塔尔是德国巴伐利亚州的一个市镇。总面积18.40平方公里，总人口3059人，其中男性1555人，女性1504人（2011年12月31日），人口密度166人/平方公里。